# 2MASS J14393343+0317591
2MASS J14393343+0317591 ist ein etwa 300 Lichtjahre von der Erde entfernter Brauner Zwerg im Sternbild Jungfrau. Er wurde 2002 von Suzanne L. Hawley et al. entdeckt.
Er gehört der Spektralklasse L1 an. Seine Position 
verschiebt sich aufgrund seiner Eigenbewegung jährlich um 0,020 Bogensekunden.